# 류운룡
류운룡(柳雲龍, 1539년 ~ 1601년)은 조선의 문신이다. 자는 응견(應見), 호는 겸암(謙唵), 본관은 풍산(豊山).

## 생애
경상북도 안동 하회리 출신으로 류자온(柳子溫)의 증손이자 간성군수 류공작(柳公綽)의 손자이며, 황해도 관찰사 류중영(柳仲郢)의 첫째 아들이다. 조선 중기의 문신인 류성룡의 형이다. 이황(李滉)의 문하에서 수학하였다. 음관으로 출사하여 선조 때 전함사별좌를 지냈으며, 지방관을 지내면서 백성들을 어질게 다스렸으므로 존경을 받았다.
인동의 현감으로 있을 때는 야은 길재의 충절과 학덕을 기려 묘역을 수리하고 사당과 지주중류비라는 비석을 세웠다.
그 후 1592년에는 사복시첨정으로 벼슬이 승차하였으며, 이듬해에는 풍기군수로 재임하면서 도둑떼를 소탕하였고 관직은 원주목사에 이르렀다.
원주목사 재직당시 임진왜란 기간 중이었는데 선조임금에게 군국편의소(軍國便宜疏)라는 상소문을 올린 적도 있었다.
1598년 홍진 (洪進)의 천거로 정3품 당상인 승지로의 추천이 여러번 있었지만 정언 송응순(宋應洵)의 반대로 무산되었다.

## 사후
1601년 사망하였고 사후에 자헌대부 이조판서로 추증되었고 문경(文敬)이라는 시호를 받았다.

## 가계
슬하의 차남 류기(柳裿)와 류심(柳襑)은 임진왜란 시 숙부 류성룡을 도와 호성원종공신에 책록되었다. 특히 류기는 낭천현감을 지냈고 명필 한석봉과도 친분이 두터웠다. 한석봉이 류기에게 증여한 서첩 즉 한석봉증류여장서첩은 현재 대한민국의 보물 제 1078호로 지정되어 있다. 자가 여장인 류기는 청계 김진의 큰아들 약봉 김극일의 사위이자 학봉 김성일의 조카사위이다.
- 조부 : 류공작(柳公綽)
- 조모 : 연안 이씨
  - 아버지 : 류중영(柳仲郢)
  - 어머니 : 안동 김씨, 김광수(金光粹)의 딸
    - 동생 : 류성룡(柳成龍)
    - 부인 : 철성 이씨, 이용(李容)의 딸
      - 장남 : 류주(柳祩)
        - 손자 : 류원직(柳元直)
        - 손녀 : 권상현(權尙賢)에게 출가

      - 차남 : 류기(柳裿)
        - 손자 : 류원량(柳元亮)
        - 손자 : 류원리(柳元履)
        - 손자 : 류원경(柳元慶)
        - 손자 : 류원정(柳元定)
        - 손녀 : 김추임(金秋任)에게 출가
        - 손녀 : 홍준형(洪俊亨)에게 출가

      - 삼남 : 류심(柳襑)
        - 손자 : 류종지(柳宗之)
        - 손자 : 류성지(柳誠之)
        - 손자 : 류경지(柳敬之)
        - 손녀 : 김염조(金念祖)에게 출가
        - 손녀 : 김곤(金琨)에게 출가
        - 손녀 : 이영철(李英哲)에게 출가
        - 손녀 : 김시형(金時行)에게 출가

      - 사위 : 김홍미(金弘微)
      - 사위 : 노경임(盧景任)

## 연관인물
- 류중영
- 이황
- 류성룡
- 노경임
- 김홍미
- 김윤안
- 류종개
- 류중엄
- 류주
- 류기
- 류심